# Medicina del XVII secolo

## Introduzione
All'inizio del XVII secolo la professione medica non godeva ancora di alcun prestigio tra la popolazione. Francisco de Quevedo si scaglia contro l'incompetenza e l'avarizia dei medici del suo tempo:
Mañana ventosas secas

y es otro Kirieleyson.

Dar dineros al concejo,

presentes al que sanó

por milagro o por ventura,

barbar bien, comer mejor.

Contradecir opiniones.

Culpar siempre al que murió

de que era desordenado

y ordenar su talegón.

Que con esto y buena mula,

matar cada año un lechón

y veinte amigos enfermos;

no hay Sócrates como yo.

Francisco de Quevedo.»
Mentre si stanno catalogando malattie come il diabete, e contemporaneamente al proporsi del vaiolo come la nuova piaga dell'Europa, gli avanzamenti tecnici e scientifici sono tali da inaugurare un'epoca in cui la medicina diverrà più efficace e risolutiva.
In quest'epoca esisteranno varie correnti di pensiero che si intersecheranno:
- L'onnipresente galenismo
- La scienza con Galileo e Newton
- La iatromeccanica (ovvero medicina meccanica) per cui si vanno studiando e capendo i meccanismi della circolazione corporea di Willian Harvey, del sistema osteo-artro muscolare, le micromacchine descritte con i primi microscopi, attraverso soprattutto l'opera di Malpighi.
- La iatrochimica

## William Harvey
William Harvey, medico inglese è il grande fisiologo di questo secolo, lo scopritore ufficioso della circolazione sanguigna, (anche se in realtà tale scoperta andrebbe più propriamente attribuita al Medico Fisiologo e Botanico Italiano Andrea Cesalpino di Arezzo (1519-1603) che già nel 1571 nelle sue "Quaestionium Peripatheticarum" descrisse compiutamente per la prima volta il reale meccanismo della Circolazione Sanguigna, arrivando addirittura ad evidenziare i Capillari  come i "Vasa in Capillamenta Resoluta") prolissamente descritta nel suo  Exercitatio anatomica de motu cordis et sanguinis in animalibus (1628). Nell'ultimo anno della sua vita, scrisse anche alcuni interessanti trattati di embriologia. La teoria più accreditata sul sangue, prima della pubblicazione dell'opera di Harvey è che questo si fabbrica costantemente nel fegato a partire dagli alimenti. Le sue osservazioni dimostrarono invece che non era possibile:

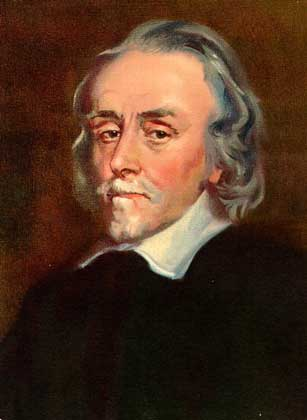
William Harvey, padre della fisiologia e dell'embriologia moderna. Considerato da alcuni autori come una delle massime figure della storia universale del sapere medico.

Harvey adotta una visione un poco più vitalista a fronte del meccanicismo cartesiano (con cui vi sono evidenti anqalogie) : gli esseri viventi sono animati da una serie di forze determinate, che sono all’origine della propria attività fisiologica. Essa è suscettibile di studio sotto un’ottica scientifica, sono tutte però sottomesse ad una forza superiore, origine della vita, anche se non necessariamente di natura divina.

## Nasce una nuova fisiologia la iatrochimica e la iatromeccanica
Durante questo secolo la sperimentazione avanzava ad un ritmo che la clinica era incapace di assorbire. Cominciarono ad essere fondate accademie di esperti per la trasmissione delle informazioni ottenute da continue scoperte: l'Accademia dei Lincei a Roma, la Royal Society a Londra, o l'Accademia delle Scienze a Parigi.
Come conseguenza delle proposte terapeutiche multiple ed innovatrici, nasce la iatrochimica, una disciplina con entità propria, corrente di rottura con il galenismo, il primo esponente si potrebbe considerare Paracelso, cui seguirono Tommaso Cornelio a Napoli e Robert Boyle di Oxford, Franciscus Sylvius, erede della prospettiva chimica della medicina, anticipata da Helmont, Santorio Sanctorius o Thomas Willis.  

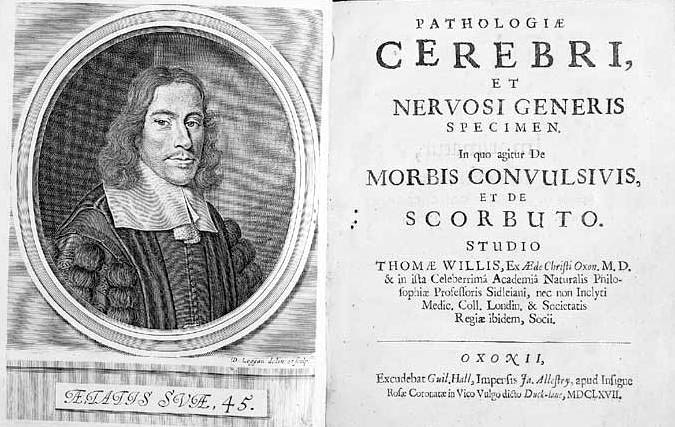
Frontespizio di Cerebri anatomi, di Thomas Willis

Santorio fu autore di uno studio che lo collocò all'inizio di una lunga lista di endocrinologi, e fu il primo a definire i processi metabolici: il primo esperimento controllato sul metabolismo umano fu pubblicato nel 1614 nel suo libro Ars de statica medecina. Santorio descrisse che si pesò prima e dopo il sonno, alimentarsi, lavorare, avere relazioni sessuali, bere e defecare e urinare. Trovò che la maggior parte di ciò che assumeva era persa in quella che chiamava "transpiratio insensibilis" che avviene attraverso la pelle ed i polmoni.  Allo stesso modo di Harvey, Santorio attribuì questo processo ad una "forza vitale" che animava il tessuto vivente
Il vitalismo si sviluppava come impostazione filosofica ed incontrava adepti tra i medici ed i naturalisti, raggiungendo il suo apogeo nel secolo XVIII, ad opera di Xavier Bichat (1771 - 1802), di John Hunter (1728 - 1799), di François Magendie (1783-1855) o di Hans Driesch (1867-1941).
Thomas Willis nella sua opera  Cerebri anatome (1664) descrisse varie strutture anatomiche cerebrali, tra queste il  poligono vascolare di Willis, così chiamato in suo onore.

## Thomas Sydenham e la nascita di una nuova pratica medica
Altro medico importante di questo periodo fu Thomas Sydenham (1624-1689), chiamato l'Ippocrate inglese. Un clinico molto più interessato alla semeiotica (la classificazione e descrizione dei sintomi come strumento diagnostico) che alla sperimentazione, e che comunque lasciò il suo nome associato a malattie come la Corea di Sydenham. Egli, proveniente dalla medicina dei campi di battaglia, ruppe con il galenismo. Con questo approccio empirico, curerà i vaiolosi scoprendoli e facendo bere acqua ghiacciata. Nei suoi trattati si impiega il concetto di “entità” morbosa, un concetto molto attuale, inteso come un processo originato dalle medesime cause, un quadro clinico ed evolutivo simile, e con un trattamento specifico. Questo concetto di malattia, sarà completato grazie alle descrizioni anatomiche microscopiche (nel XVIII secolo) di Giovanni Battista Morgagni.
Altro grande medico fu Hermann Boerhaave (1668-1738). Egli tentò di fondare una pratica medica sulla base di una nuova fisiologia chimico-meccanica.
È noto principalmente per 2 opere:
- nella prima, Institutiones medicae, cerca di sistematizzare tutte le nuove conoscenze. Il testo è diviso in 5 parti dedicate rispettivamente alla fisiologia, patologia, semeiotica, igiene e terapeutica. Con ciò nascono due nuove discipline: il neoumoralismo (le malattie sono dovute ad eccesso o pletora o ad acrimonia ovvero cattiva mescolanza) ed il neo-solidismo (le malattie sono dovute a variazioni in eccesso o difetto delle parti solide, come peso, grandezza e numero).[4] . Dedicò attenzione anche all'etica medica: Due cose si richiedono al medico: primo che sia indottrinato della scienza medica; secondo che abbia un vivo genio per poter esercitare questa scienza in favore dei malati, perché non basta al medico sapere tutto, ma deve anche possedere la predetta facoltà per esercitare con essa una medicina affabile, a vantaggio dei malati.[5]
- La seconda Aphorismi del 1709: è il frutto dell'osservazione al letto del malato.

## L'osservazione anatomica diretta e la microscopia

Lezione di anatomia del dottor Tulp di Rembrandt

Sempre nel XVII secolo troviamo un maestro di un maestro (Anton Maria Valsalva) di G.B. Morgagni, ovvero Marcello Malpighi (1624-1694). Avvalendosi del microscopio descriverà gli alveoli polmonari, i glomeruli renali, i globuli rossi. Si trattava di una sorta di "microiatromeccanica"
Ancora troviamo Francesco Redi, naturalista, che utilizzerà l'osservazione scientifica che lo portò a sostenere l'"omne vivum ex ovo" contro la "generatio aequivoca" (in cui sostiene che gli insetti non nascono spontaneamente dalla materia in putrefazione, bensì dalle uova da loro depositate).  Anche lui utilizzerà grandemente l'osservazione diretta ad occhio nudo, con la lente e con il microscopio.
Fu inoltre migliorata la tecnica del microscopio, con avanzamenti a livello del dettaglio delle descrizioni anatomiche, e successiva proliferazione delle strutture eponime battezzate con il nome dello scopritore o per la storia personale precedente: Johann Georg Wirsung (che diede il nome al condotto escretore del pancreas), Thomas Wharton per il condotto escretore della ghiandola salivare sottomandibolare o di  Wharton, Niccolò Stenone  per il condotto di Stenone od escretore della ghiandola parotide, Caspar Bartholin, De Graaf, eccetera.

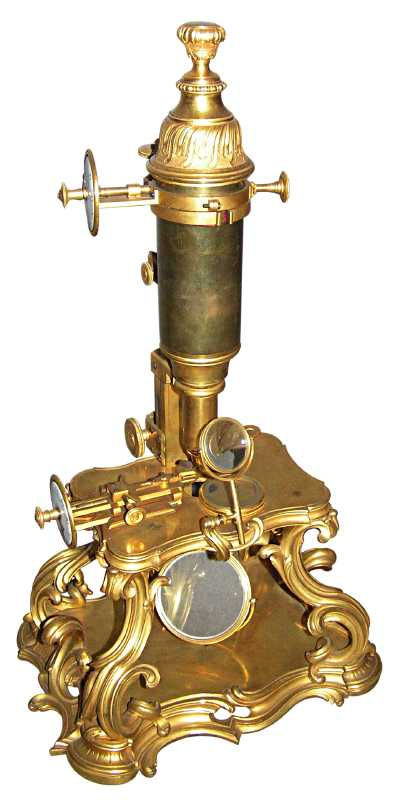
Microscopio composto fabbricato nel 1751 per Magny.

## Nascita della medicina del lavoro e della prevenzione
Bernardino Ramazzini (1633-1714) sposta l'attenzione della sua pratica clinica ai lavoratori e alle loro malattie. Con lui nascerà l'epidemiologia e la prevenzione sul lavoro.